# Горелый Михаль
Горелый Михаль — посёлок в Кетовском районе Курганской области. Входит в состав Старопросветского сельсовета.

## География
Поселок расположен в Илецко-Иковском бору, на реке Михаль, в 11 км к северо-западу от центра сельского поселения поселка Старый Просвет.

## Население
| 1989 | 2002 | 2010 |
| ---- | ---- | ---- |
| 4    | ↗19  | ↘15  |